# جرعة "ريك" السحرية رقم 9
جرعة «ريك» السحرية رقم 9 (بالإنجليزية: Rick Potion No. 9) هي الحلقة السادسة من مسلسل ريك ومورتي. تم عرضه لأول مرة على أدلت سويم في 27 كانون الثاني 2014, وكتبه جستن رويلاند، وإخراج ستيفن ساندوفال. في الحلقة، تفشل جرعة حب، مما يؤدي إلى ظهور فيروس يبدأ في إصابة سكان العالم بأسره، مما يجعل الجميع يقعون في حب مورتي. تلقت الحلقة إشادة من النقاد، ونالت الثناء على قصتها وحبكة القصة الفرعية ونهاية. شوهد من قبل 1.7 مليون مشاهد في أول بث. جاء عنوان الحلقة في إشارة إلى أغنية عام 1959 «جرعة الحب رقم 9» لعائلة كلوفرز.

## الحبكة
لدى مورتي إعجاب طويل الأمد بجيسيكا، وهي فتاة مراهقة ذات شعر أحمر في مدرسته. في ليلة رقص موسم الإنفلونزا في مدرسته، قادته رغبته إلى أن يطلب من ريك جرعة الحب، ويوافق ريك، ويعطيه مصلًا مشتقًا من الفولات. عند إعطاء مورتي المصل لجيسيكا (التي من دون علم مورتي مصابة بالإنفلونزا), فإنه يلتصق بفيروس الإنفلونزا وينتقل عبر الهواء، وينتشر عبر الكوكب بأكمله في غضون دقائق ويسبب سقوط كل شخص ليس له علاقة مباشرة بمورتي. حب معه. في محاولة للتصدي للحمض النووي المستخدم في المصل الأصلي، يصنع ريك ترياقًا من حمض نووي فرس النبي، لكن المصل فشل، وبدلاً من ذلك يتسبب في تحول سكان العالم إلى فرس النبي الوحشي، وجميعهم يريدون أكل مورتي بعد التزاوج معه.
مع وقوع هذه الأحداث، شعر جيري بعدم الأمان بشأن علاقته بيث، يتبعها للعمل بعد استدعائها لنوبة متأخرة. في الطريق، وجد جيري الطريق مسدوداً بالفوضى التي أحدثها شعب الفرس النبي، عندما حاولوا إجبار مورتي على الخروج منه، يهرب ويقتلهم ببندقية. عند وصوله إلى مستشفى الخيول الذي تعمل فيه بيث، وجد بيت محاصرة بسبب زميلها الهذيان والمصاب، بعد أن قتله جيري بالعتلة، توفق الاثنان في زواجهما.
مختبئاً من السكان المصابين في الصحراء، يصنع ريك مصلاً ثالثاً للتراجع عن جميع المصل السابق. ولكن نظراً لدمج المصل من مصادر مختلفة من الحمض النووي، فإنه يؤدي فقط إلى زيادة تحور سكان العالم إلى نقاط بالكاد تشبه البشر. أطلق ريك على الأعمال الوحشية «كروننبيرج» (إشارة إلى المخرج الشهير لأفلام رعب الجسد ديفد كروننبرغ), يقرر أن الوضع لا يمكن إصلاحه. بدلاً من محاولة إصلاح العالم، قام بمسح الكون المتعدد لإيجاد بُعد آخر تمكنت فيه نسخ بديلة من نفسه ومورتي من إيجاد حل وتجنب جائحة الطفرات، لكنها هلكت بعد ذلك بوقت قصير. يدخل ريك ومورتي الواقع الجديد، ويدفنان أنفسهما البديلان في الفناء الخلفي ويحتلان مكانهما بهدوء. تنتهي الحلقة مع مورتي مصدوماً بشكل واضح من الأحداث التي وقعت وموت نظيره الرهيب، على أغنية "Look on Down from the Bridge" لمازي ستار.
في مشهد ما بعد انتهاء الحلقة، فإن جيري وبيت وسمر هم البشر الوحيدون غير الخاضعين للطفح الذين تركوا في عالم مدمر مليء بكروننبرغ. في هذه الأثناء، تظهر إصدارات كروننبرغ من ريك ومورتي من بعد حيث حول كروننبرغ ريك العالم كله إلى أناس عاديين.

## الاستقبال
زاك هاندلين من إيه. في. كلوب أعطى حلقة B +, محتفظًا بمدح قوي بشكل خاص لما اعتبروه «تفكيكاً لتفاقم زحف جرعة الحب». أعجب جو مطر من موقع دين اوف جيك بالحلقة، قائلاً إنه على الرغم من أنها لم تكن مضحكة مثل الحلقة السابقة، إلا أنها كانت ذات نهاية مظلمة رائعة، وأنه استمتع بالحبكة الفرعية لأبطال جيري. أحب ديفيد روا من ديد سكرين النهاية، قائلاً «بينما كانت آلة Deus شديدة، إلا أنها لا تزال مرضية». قارنها بكيفية معاملة الناس للكوكب، وانتقلوا إلى مكان جديد بعد تدمير المكان الذي يعيشون فيه. قال مؤلف موقع جانكي مونكيز على الإنترنت إن الحلقة كانت المفضلة الثانية له حتى تلك الحلقة، بعد حلقة «ملاهي التشريح» فقط. صنف نويل دافيلا من موقع Geeks Under Grace الحلقة 8.6 من 9.0، قائلاً إن الحلقة «واحدة من أعظم الحلقات وأكثرها تأثيرًا على أساطير المسلسل بأكملها». أعرب عن تقديره لديناميكيات العلاقة في هذه الحلقة وقال إنها قامت بعمل رائع في الجمع بين النظرية العلمية عالية المفهوم وبين روح الدعابة السوداء.
وصف جستن رويلاند هذه الحلقة المفضلة له في النصف الأول من الموسم الأول، لأنه كان يعتقد أنها تسير بشكل جيد، وبسبب حقيقة أنه أحب كيف وصلت إلى الجنون في النهاية.

## وصلات خارجية
- جرعة "ريك" السحرية رقم 9 على قاعدة بيانات الأفلام على الإنترنت

تصنيف:حلقات ريك ومورتي